# 김흠순
김흠순(金欽純, 599년 ~ 680년)은 가야의 왕족 출신으로 신라의 군인 겸 정치인이자 외척이었다. 신라 화랑도의 19대 풍월주이며 관직은 시중에 이르렀다. 그는 가야국 금관가야의 왕 구형왕의 증손자였으며 김서현의 아들로 김유신의 동생이다.

## 생애
금관가야의 마지막 왕 구형왕의 증손자이며 김서현의 아들이다. 김유신(金庾信) 장군의 동생이다. 진평왕 때 어려서 화랑이 되어 인덕과 신의가 깊어 크게 존경을 받았다.
660년 백제를 정벌할 때 이찬(伊湌) 김품일(金品日)과 함께 김유신을 도와 계백(階伯)의 군대와 황산벌(黃山伐)에서 결전을 벌이는데, 신라군이 4번 싸워 패하자, 김흠순은 아들인 반굴(盤屈)에게 “신하 노릇을 하자면 충(忠)만한 것이 없고, 자식 노릇을 하자면 효(孝)만한 것이 없다. 나라가 위기에 처해 목숨을 바치면 충효를 함께 하는 것이다.”라고 말하니, 반굴은 곧 적진으로 뛰어들어 용명히 싸우다 죽었다. 이어 김품일의 아들 관창(官昌)도 적진에 나가 죽었다. 이를 본 신라군이 의기충천하여 마침내 백제 계백 장군의 결사대를 격파하였다(황산벌 전투). 당(唐)의 장수 소정방(蘇定方)이 수도 사비성(泗沘城)을 함락시켜 백제를 멸했다.
662년 8월 백제 유민들이 내사지성(內斯只城)에서 반란을 일으키자, 김흠순은 19명의 장군을 이끌고 이를 토벌하였다. 663년 3월에는 천존(天存)과 함께 백제의 거열성(居列城)을 공격해 빼앗고 700여 명의 목을 베었으며, 거물성(居勿城)과 사평성(沙平城)을 쳐서 항복을 받았다. 이어 덕안성(德安城)을 쳐서 1,000여 명의 반민을 토벌하였다.
668년 6월 고구려 정벌 때 이미 각간(角干)에 올라 있던 그는 김인문(金仁問) 등과 함께 대당총관(大幢摠管)으로서 신라군을 거느리고 당군과 합세해 고구려를 멸했다.
고구려 멸망 이후 당나라는 백제와 고구려의 옛 땅에 웅진도독부(熊津都督府)와 안동도호부(安東都護府)를 둔 것을 계기로 현지에 대한 직접지배를 시도하는 한편, 신라왕에게도 계림주대도독이라는 작위를 주는 등 신라까지 당의 지배하에 넣으려 했다. 신라는 이에 맞서 고구려 부흥군을 지원하며 옛 백제 땅에 주둔해 있던 당군을 공격하기 시작했다(나당전쟁). 당이 이를 문제삼자 해명을 위해 669년 그는 파진찬(波珍飡) 양도(良圖)와 함께 장안(長安)의 감옥에 갇혔다. 이듬해(670년) 당 조정은 김흠순에게는 귀국을 허락했으나 양도는 그대로 억류되었고, 그곳에서 옥사했다.

## 가족 관계
- 조부 : 김무력(金武力, 518~579)
- 조모 : 아양공주(阿陽公主) - 진흥왕과 사도왕후의 딸.
  - 아버지 : 김서현(金舒玄, 564 ~ ?)
  - 어머니 : 만명부인(萬明夫人, 574 ~ ?)
    - 형 : 김유신(金庾信, 595~673)
    - 누이 : 김보희(金寶姬)
    - 누이 : 문명왕후(文明王后, ? ~681)
    - 누이 : 김정희(金政姬)
- 부인 : 보단낭주(菩丹娘主, 600년 ~ 680년) - 보리공(菩利公)의 딸, 슬하에 7남
  - 삼남 : 김반굴(金盤屈)
  - 며느리 : 영광부인(令光夫人), 태대각간 김유신(金庾信)의 딸
    - 손자: 김영윤(金令胤)

  - 사남 : 김원수(金元帥)
  - 며느리 : 성희부인(星喜夫人) - 예원공(禮元公)의 딸
  - 육남 : 김원선(金元宣)
- 부인 : 이단낭주(利丹娘主) - 보리공(菩利公)의 딸, 슬하에 3남 2녀
  - 구남 : 김원훈(金元訓)[1]

## 김흠순이 등장하는 작품

### TV 드라마
- KBS 드라마 《삼국기》 허기호 (1992년~1993년)
- SBS 드라마 《연개소문》 김기복, 이켠, 여진구 (2006년~2007년)
- KBS 드라마 《대왕의 꿈》 박재웅 (2012년~2013년)

### 영화
- 《황산벌》 (2003년), 《평양성》 (2011년) - 신정근

## 같이 보기
- 김유신
- 김원술
- 반굴